# Íþróttafélagið Þór
L'Íþróttafélagið Þór, meglio noto come Þór Akureyri o solamente Þór, è una società polisportiva islandese con sede ad Akureyri.
La società venne fondata il 6 giugno 1915 ad Akureyri su iniziativa del quindicenne Friðrik Sigurður Einarsson, che ne fu anche il primo presidente. È la società sportiva in attività più antica di Akureyri, e ha otto sezioni che gestiscono le varie discipline. Fa parte dell'Íþróttabandalag Akureyrar (ÍBA), un'associazione sportiva che riunisce tutte le società sportive cittadine.

## Sezioni

### Calcio
Tra il 1944 e il 1974 l'Íþróttafélagið Þór e il Knattspyrnufélag Akureyrar (KA) hanno schierato una squadra di calcio maschile unificata, l'Íþróttabandalag Akureyrar (ÍBA), che ha partecipato a 17 edizioni della Úrvalsdeild, la massima serie del islandese, e ha vinto una Coppa d'Islanda. Nel 1974 la squadra è stata sciolta e le due polisportive hanno ricostituito le proprie squadre di calcio. Il Þór ha giocato con regolarità in Úrvalsdeild, ottenendo come miglior risultato un terzo posto nel 1992, e ha raggiunto nel 2011 la finale della coppa nazionale, poi persa.
La sezione femminile di calcio ha partecipato a sette edizioni della massima serie del campionato islandese a cavallo tra gli anni 80 e 90. Nel 1999 il Þór e il KA hanno unito le rispettive sezioni femminili, dando vita al Þór/KA, che ha vinto per due volte (2012 e 2017) il campionato islandese.

### Pallacanestro
La sezione maschile di pallacanestro ha giocato con regolarità nella massima serie del campionato islandese sin dalla sua istituzione nel 1966, ottenendo come miglior risultato un terzo posto alla sua prima partecipazione nel 1968.
Anche la sezione femminile venne istituita nel 1966, ha vinto per tre volte il campionato islandese (1969, 1971 e 1976) e per una volta la coppa nazionale (1975). Nel 2023 è tornata a disputare il campionato della massima serie per la prima volta dopo 45 anni di assenza.

### Pallamano
Nel 1999 il Þór e il KA hanno unito le rispettive sezioni femminili, dando vita al KA/Þór, che nel 2021 ha vinto sia il campionato islandese di pallamano sia la coppa nazionale.

### Altre sezioni
- Bowling
- Freccette
- Pugilato
- Sport elettronici
- Taekwondo